# John Easter
John Nicholas Cave Easter (* 17. Dezember 1945 in Shawford, Hampshire; † 11. Januar 2016) war ein englischer Squashspieler.

## Karriere
John Easter war von Mitte der 1960er-Jahre bis Anfang der 1980er-Jahre als Squashspieler aktiv und erreichte im Januar 1978 mit Rang 15 seine höchste Platzierung in der Weltrangliste.
Mit der britischen Nationalmannschaft wurde er 1971 und 1973 jeweils Vizeweltmeister. Mit der nunmehr englischen Nationalmannschaft wurde er bei der Europameisterschaft im selben Jahr Europameister. Insgesamt 31 Mal trat er für die britische und englische Nationalmannschaft an. Von 1976 bis 1982 stand er viermal im Hauptfeld der Einzelweltmeisterschaft. Sein bestes Abschneiden war dabei das Erreichen des Achtelfinals 1977. Dort unterlag er Gogi Alauddin. Bei den British Open erreichte er 1970 und 1971 das Viertelfinale, was sein bestes Resultat bei diesem Turnier darstellt.
Er wuchs in Oxford auf und besuchte dort von 1966 bis 1968 das Christ Church College. Während dieser Zeit spielte er auch Cricket für die Collegemannschaft. Sein Studium der Philosophie, Politik- und Wirtschaftswissenschaften schloss er mit einem honours degree ab. Später arbeitete er im Finanzsektor.
John Easter, bei dem 2006 Parkinson diagnostiziert wurde, starb am 11. Januar 2016. Er war verheiratet und hatte zwei Söhne sowie eine Tochter. Die beiden Söhne, Mark und Nick Easter, sind professionelle Rugbyspieler.

## Erfolge
- Vizeweltmeister mit der Mannschaft: 1971, 1973
- Europameister mit der Mannschaft: 1973